# Bulbophyllum urceolatum
Bulbophyllum urceolatum là một loài phong lan thuộc chi Bulbophyllum.